# Бистрица (притока Дрине)
Бистрица је лева притока Дрине. Извире у масиву планине Трескавице. Изворишну челенку чини десетак мањих извора и потока, док се сам извор Бистрице налази у једној пећини на 1280 m надморске висине, на локалитету Сиљевице.
Дужина реке износи 43,3 km, површина слива јој је 425,0 km², а ушће се налази на локалитету Вучијак, у близини Фоче на 394 m надморске висине. Најзначајније леве притоке су Драженица, дужине 10,8 km и река Миљевка дужине 13,2 km, а десне притоке су Отеша дужине 15,2 km и Говза дужине 21,9 km.